# Distretto di Pakur
Il distretto di Pakur è un distretto del Jharkhand, in India, di 701 616 abitanti. Il suo capoluogo è Pakur.